# Municipio de Scarborough
Scarborough es un distrito no metropolitano con el estatus de municipio, ubicado en el condado de Yorkshire del Norte (Inglaterra). Tiene una superficie de 816,54 km². Según el censo de 2001, Scarborough estaba habitado por 106 243 personas y su densidad de población era de 130,11 hab/km².